# Afonia i pszczoły
Afonia i pszczoły – polski film obyczajowy z 2009 roku w reżyserii Jana Jakuba Kolskiego i z jego scenariuszem.

## Produkcja
Produkcję tę realizowano od lutego do maja 2008 roku. Zdjęcia plenerowe kręcone były w następujących lokacjach: Kłodzko (ratusz), Ołdrzychowice Kłodzkie, Ścinawka Średnia, Żelazno, Trzebieszowice (Zamek na Skale) i Sulisławice.
Premiera odbyła się 5 czerwca 2009 roku.

## Obsada
- Grażyna Błęcka-Kolska − jako Afonia
- Mariusz Saniternik − jako Rafał, mąż Afonii
- Andriej Biełanow − jako Ruski
- Zofia Zoń − jako Anielka
- Wojciech Solarz − jako Leszek
- Krzysztof Adamczyk − jako Młody Rafał
- Marek Kraszewski − jako Andreas Von Rodhe
- Adam Sandurski − jako Olbrzym
- Izuagbe Ugonoh − jako Maur
- Dariusz Juzyszyn − jako Miedwiediew
- Dobromir Dymecki − jako więzień Wacław Odrowąż
- Mirosław Haniszewski − jako ksiądz
- Andrzej Kępiński − jako kolejarz
- Dominika Biernat − jako prostytutka
- Andrzej Kozłowski − jako lejtnant